# Retablo nacional portugués

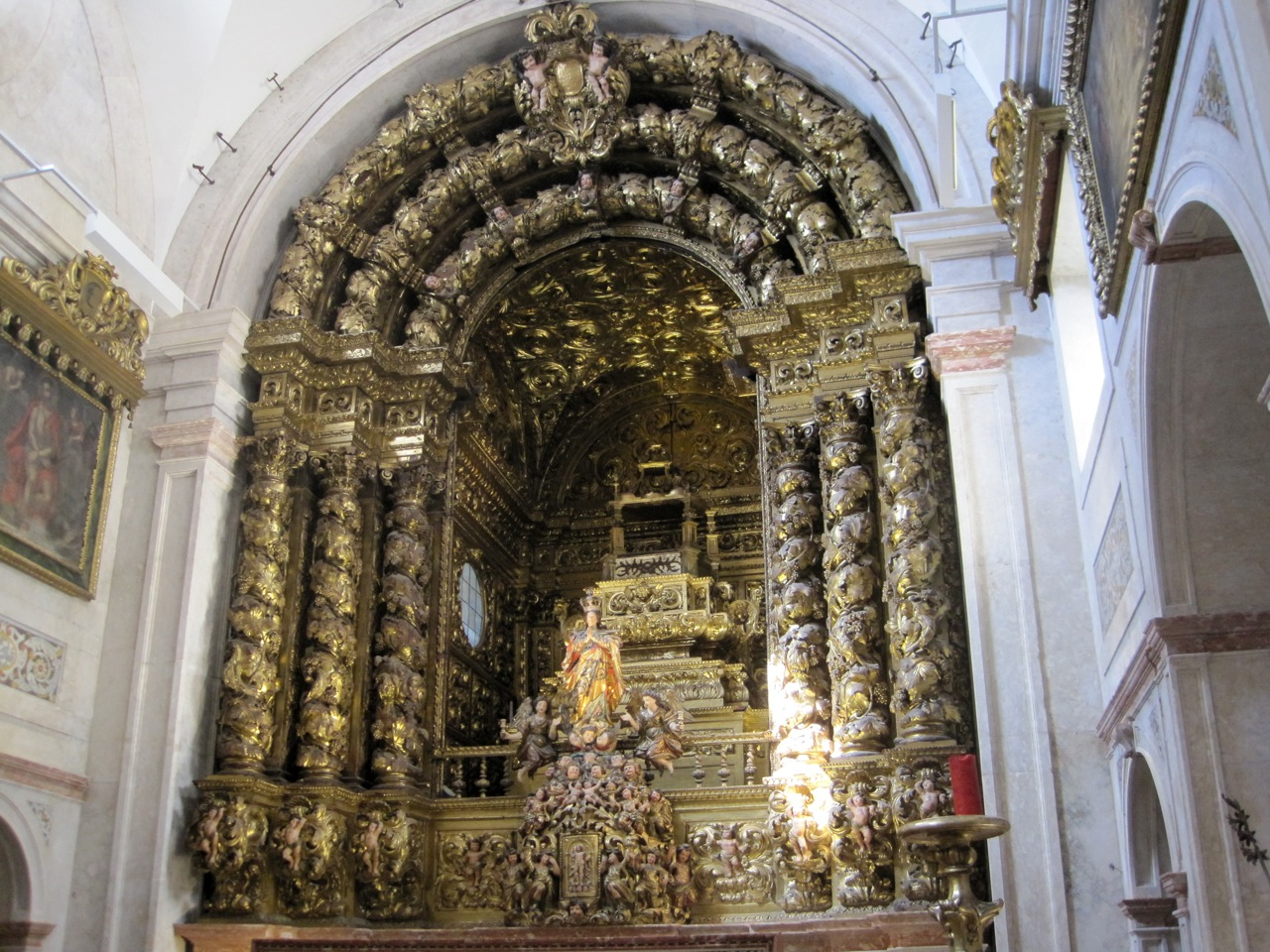
La forma típica de un altar de estilo nacional portugués, con sus arcos concéntricos de medio punto y densas tallas. Convento de Cardais, Lisboa.

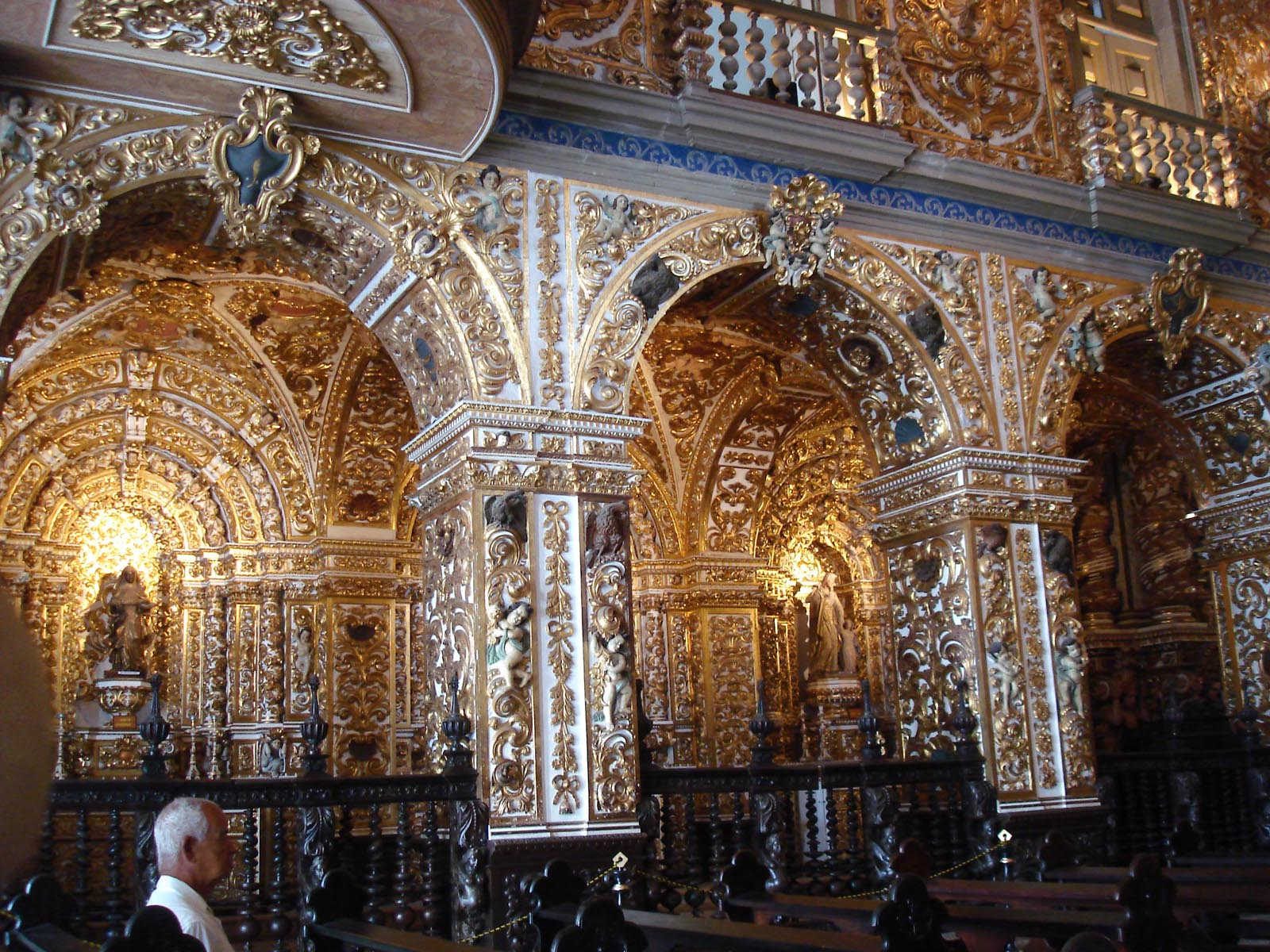
Otro ejemplo, altares laterales de la Iglesia de São Francisco, en Salvador, Brasil.

Retablo Nacional Portugués o Estilo Nacional Portugués es el nombre dado a la primera fase del estilo barroco en su manifestación en los dominios portugueses.

## Contexto
El nombre apareció por primera vez en un estudio de 1962 de Robert Smith. El estilo se definió entre la segunda mitad y finales del siglo XVII, cuando el arte portugués comenzó a diferenciarse del español, hasta entonces influencia preponderante en vista de la Unión Ibérica, situación política que colocó a los reinos de Portugal y España bajo la misma corona, y que duró hasta 1640. A principios del siglo XVIII, el Estilo Nacional fue dejando paso a la siguiente fase del Barroco luso-brasileño, el Estilo Joanino. Aun así, en innumerables ejemplos los estilos se entrelazan, y se pueden encontrar reminiscencias de ellos hasta bien entrado el siglo XIX. El Estilo Nacional se extendió por todo el antiguo Imperio portugués.

## Descripción del estilo
Lo más llamativo son las densas tallas doradas, que ocupan prácticamente todas las superficies, con predominio de motivos espirales y concéntricos en los que abundan las ramas de vid y acanto, intercaladas con figuras de ángeles, carrancas, animales fantásticos, atlantes y cariátides, entre las que destaca el ave fénix. A pesar de esta proliferación de imágenes esculpidas, la textura visual de la talla es bastante homogénea y no sobresale demasiado del plano, a diferencia de lo que ocurriría en la fase juanina.
En los techos y paredes, la talla se abre para formar molduras de diversas formas, los «caixotões», donde se instalan pinturas. La estructura de los altares se construye sobre una caja o banco, en el que se apoyan las típicas columnas torcidas (salomónicas) y arcos de medio punto concéntricos, que enmarcan un hueco profundo. Los huecos se abren para la colocación de estatuaria devocional, con santos como modelos de virtud presentados a la veneración del pueblo. La estructura adquiere el efecto de un arco triunfal, resultado perfectamente adecuado a la función glorificadora para la que fue concebida.
En los retablos mayores comenzó a desarrollarse el modelo del trono escalonado, sobre el que se instalaba la estatua del santo, cubierta por un baldaquino, simbólica «escalera al cielo», elemento que se desarrollaría y adquiriría una importancia superlativa en los periodos siguientes como recurso de uso generalizado. 

## Retablo nacional portugués en Brasil
En Brasil, la Capilla Dorada de Recife fue la precursora. En la ciudad de Salvador (Bahía) hay retablos de este estilo en el convento carmelita de Santa Tereza, el Hospicio de Nossa Senhora da Boa Viagem, un antiguo colegio jesuita (actual Catedral) y el convento de São Francisco, entre los ejemplos más conocidos. La iglesia de San Francisco, en Salvador, es el ejemplo más impresionante de Brasil, tanto por su unidad estilística como por la calidad y opulencia de su carpintería decorativa.